# 大伴犬養
大伴 犬養（おおとも の いぬかい）は、奈良時代の貴族。名は犬甘とも記される。姓は宿禰。官位は従四位下・右大弁。

## 出自
父母は明らかでない。娘に藤原仲麻呂室がいる。なお、当時大伴氏嫡流には家持がいたが、家持は仲麻呂と関係が良好でなかったことから、大伴本宗家と犬養には若干距離があったと考えるべきかもしれない。

## 経歴
播磨少掾（この時の位階は従七位上）・式部大丞を歴任したのち、天平12年（740年）1月に正六位上から外従五位下に叙せられ、同時に遣渤海大使に任命される。これは前年の渤海使・己珎蒙らの遣使に応じたものである。同年2月2日に己珎蒙が帰国の途につき、4月2日に遣新羅使・紀必登が新羅に向けて出発したのち、4月20日に辞見して渤海に向け出発した。10月5日に帰国した際、当時九州では藤原広嗣の乱が起こっていたが、その影響については記録がない。天平18年（746年）従五位下・式部少輔、翌天平19年（747年）少納言に叙任される。
天平勝宝元年（749年）孝謙天皇即位に伴い従五位上に昇叙。こののち天平宝字2年（758年）まで約10年間、山背守・播磨守・美濃守と地方官を歴任する。この間、天平勝宝5年（753年）に播磨国守の大伴宿禰（欠名）が赤穂郡に塩田を開こうとして、墾生山と葦原を墾田として占有し、秦大炬を目代として塩堤を造らせたものの、失敗して天平勝宝7歳（755年）に断念したとの記録があるが、天平勝宝5年は犬養が播磨守を退任した年であることから、この大伴宿禰は犬養を指すものと考えられる。天平宝字元年（757年）正五位下。
天平宝字2年（758年）淳仁天皇の即位直後に右衛士督、天平宝字3年（758年）従四位下・左中弁次いで右大弁に叙任されるなど、淳仁朝では重用され要職を歴任した。
天平宝字6年（762年）10月9日卒去。最終官位は讃岐守従四位下。なお、2年後に藤原仲麻呂の乱が発生し、仲麻呂は妻子と共に殺されたことから、犬養の娘もその際に殺害されたと想定される。

## 年譜
| 和暦         | 西暦  | 日付    | 事柄                                                       |
| ------------ | ----- | ------- | ---------------------------------------------------------- |
| 天平4年      | 732年 |         | 従七位上・播磨少掾                                         |
|              |       |         | 式部大丞                                                   |
| 天平12年     | 740年 | 1月13日 | 正六位上から外従五位下に昇叙。遣渤海大使                   |
| 天平12年     | 740年 | 4月20日 | 辞見                                                       |
| 天平18年     | 746年 | 4月22日 | 外従五位下から内位の従五位下に昇叙                         |
| 天平18年     | 746年 | 11月5日 | 式部少輔                                                   |
| 天平19年     | 747年 | 12月4日 | 少納言                                                     |
| 天平勝宝元年 | 749年 | 7月2日  | 従五位下から従五位上に昇叙                                 |
| 天平勝宝元年 | 749年 | 8月10日 | 山背守                                                     |
| 天平勝宝2年  | 750年 | 3月12日 | 播磨守                                                     |
| 天平勝宝5年  | 753年 |         | 播磨国守の大伴宿禰が赤穂郡の墾生山と葦原を点じて墾田とした |
| 天平勝宝5年  | 753年 | 4月22日 | 美濃守                                                     |
| 天平勝宝7歳  | 755年 |         | 赤穂郡で大伴宿禰の目代が行った塩田開発が失敗し撤退         |
| 天平宝字元年 | 757年 | 5月20日 | 従五位下から正五位下に昇叙                                 |
| 天平宝字2年  | 758年 | 8月4日  | 右衛士督                                                   |
| 天平宝字3年  | 759年 | 5月17日 | 左中弁                                                     |
| 天平宝字3年  | 759年 | 6月16日 | 正五位下から従四位下に昇叙                                 |
| 天平宝字3年  | 759年 | 7月3日  | 右大弁                                                     |
| 天平宝字6年  | 762年 | 10月9日 | 卒去（讃岐守従四位下）                                     |